# Neriješene misterije
"Neriješene misterije" (engleski "Unsolved Mysteries") američka je TV serija koja je počela s emitiranjem 1987. te stekla kultnu reputaciju zbog obrađivanja raznih neriješenih slučajeva, uključujući i paranormalnih pojava opisanih od raznih svjedoka, kao što su duhovi, NLO-i i neobjašnjivi fenomeni. Uvodna jeziva glazba Petea Scaturra ostala je zaštitni znak emisije. Voditelj je do 2002. bio Robert Stack, kojemu je to bila jedna od najprepoznatljivijih uloga.

## Format
Koncept emisije je rekonstrukcija raznih slučajeva prema opisima svjedoka, najčešće u obliku dokumentarnog formata. Autori su često pokušavali da stvarni svjedoci igraju sami sebe, no i profesionalni glumci su katkad rekontruirali neki događaj. Usprkos epizodama u kojima su obrađeni kriminalistički slučajevi, najviše pažnje gledatelja su probudile epizode u kojima su svjedoci opisali neobjašnjive fenomene, kao što otmice vanzemaljaca, duhovi i teorije zavjere.
Autori John Cosgrove i Terry-Dunn Meurer su snimili tri pilota i poslali ga TV kući NBC 1985. Iduće godine, ovi su prikazani pod naslovom "Nestali...jeste li vidjeli ovu osobu?" Uspjeh te tri epizode doveo je do proširenja programa i uključivanje raznoraznih misterija. "Neriješene misterije" su 1987. počele s redovitim emitiranjem a Robert Stack je postao voditelj. Najveći uspjeh ostvaren je do 1994. – 1995., kada je opalo zanimanje gledatelja. Nakon Stackove smrti 2003., Virginia Madsen i Dennis Farina su preuzeli mjesto voditelja.

### Slučajevi
"Neriješene misterije" obradile su nekolicinu nepoznatih slučajeva, u rasponu od manje poznatih do onih slavnih diljem svijeta.
- Kriminalistički slučajevi: epizode su se odvijale oko otmica, sumnjivih smrti, ubojstava, pljački i sličnim događajima.
- Neobjašnjiva povijest: epizode su se odvijale oko nekih nepoznatih detalja iz prošlosti, kao što je teorija da Billy the Kid i Butch Cassidy nisu umrli kao što je opisano; da je Anastazija Romanov preživjela ubojstvo njene obitelji; da je atentat na Martina Luthera Kinga, Jr. bila zavjera te da je Kurt Cobain umoren.
- Paranormalni incidenti: epizode su se odvijale oko svjedončanstava o čudima, susretima s NLO-ima (slučaj Roswell, incident u Rendleshamskoj šumi, NLO incident u Pheonixu, NLO incident u Belgiji), viđenjima duhova, Bigfoota i drugim neobjašnjivim fenomenima.

## Vanjske poveznice
- Neriješene misterije u internetskoj bazi filmova IMDb-a
- Neslužbeni fan site